# John Huxham
John Huxham (Totnes, 1672 — 10 de agosto de 1768) foi um cirurgião britânico.
Em 1750 publicou "Essay on Fevers", e recebeu a Medalha Copley de 1755 por suas contribuições à medicina.

## Biografia
Filho de um açougueiro nascido em Harberton. Frequentou o liceu de Newton Abbot, depois a academia de Exeter, a Universidade de Leiden e finalmente obteve o grau de doutor em medicina (M.D., "Doctor of Medicine") na Universidade de Rheims. (Devido à sua religião, não pode frequentar universidades em Oxford ou Cambridge).
Retornou a Totnes, iniciando em seguida uma prática médica em Plymouth.
Em 1723 James Jurin, um dos secretários da Royal Society, convidou-o para ser voluntário em manter registros diários de suas observações do tempo, incluindo registros da pressão barométrica, temperatura, pluviometria e direção e força do vento. Suas observações eram para ser submetidas anualmente aos secretários da sociedade para catalogação e análise. Em 1724 Huxham iniciou tais registros e, de 1728 a 1748, anotou mensalmente a incidência de doenças epidemiológicas. Estes registros foram publicados por ele em dois volumes.
Huxham foi provavelmente o primeiro na Inglaterra a classificar a gripe. Ele é também associado à diagnose do escorbuto e por uma cura recomendada de beber sidra.

## Trabalho
- Medicinisch und chymische Bemerkungen vom Spießglase . J.A. Lübeck, Leipzig; Bayreuth 1759 Digital edition by the University and State Library Düsseldorf